# Paracontias
Paracontias – rodzaj jaszczurek z podrodziny Scincinae w rodzinie scynkowatych (Scincidae).

## Zasięg występowania
Rodzaj obejmuje gatunki występujące na Madagaskarze.

## Systematyka

### Etymologia
- Paracontias: gr. παρα para „blisko”[6]; rodzaj Acontias Cuvier, 1817[1].
- Cryptoposcincus: gr. κρυπτος kruptos „ukryty”[7]; łac. scincus „rodzaj jaszczurki, scynk”[8]. Gatunek typowy: Cryptoposcincus minimus Mocquard, 1906.
- Angelias: Fernand Angel (1881–1950), francuski herpetolog[3]. Gatunek typowy: Paracontias milloti Angel, 1949.

### Podział systematyczny
Do rodzaju należą następujące gatunki:
- Paracontias ampijoroensis Miralles, Jono, Mori, Gandola, Erens, Köhler, Glaw & Vences, 2016
- Paracontias brocchii Mocquard, 1894
- Paracontias fasika Köhler, Vences, Erbacher & Glaw, 2010
- Paracontias hafa Andreone & Greer, 2002
- Paracontias hildebrandti (Peters, 1880)
- Paracontias holomelas (Günther, 1877)
- Paracontias kankana Köhler, Vieites, Glaw, Kaffenberger & Vences, 2009
- Paracontias mahamavo Miralles, Jono, Mori, Gandola, Erens, Köhler, Glaw & Vences, 2016
- Paracontias manify Andreone & Greer, 2002
- Paracontias milloti Angel, 1949
- Paracontias minimus (Mocquard, 1906)
- Paracontias rothschildi Mocquard, 1905
- Paracontias tsararano Andreone & Greer, 2002
- Paracontias vermisaurus Miralles, Köhler, Vieites, Glaw & Vences, 2011